# Trnje (Zágráb)
Trnje Zágráb városnegyede Horvátországban, a főváros központi részén.

## Fekvése
Trnje Zágráb város központjának déli részén fekszik. Északról a vasút választja el a Donji Grad (Alsóváros) városnegyedtől. Délen a Száva választja el a Novi Zagreb-istok (Újzágráb-kelet) városnegyedtől.  Keleten a Heinzelova utca határolja és választja el a Peščenica-Žitnjik városnegyedtől, míg nyugaton a Savska utca a Trešnjevka-sjever és a Trešnjevka-jug városnegyedtől.
A Trnje városnegyed területe meglehetősen sík, a Száva bal, északi partja mentén helyezkedik el. Ezt az síkvidéki területet, amely mára szinte teljes egészében városiasodott, a múltban gyakran elárasztották a Száva árvizei egészen addig, amíg a folyó mentén a védtöltés meg nem épült. Emiatt a Szávamenti települrészek - Cvjetno naselje, Savski kuti, Veslačko naselje és a többiek – csak viszonylag későn, a múlt század közepén vagy második felében épültek be. Trnjanska Savica területén szó szerint az egykori Szávamederre és a folyó mellékágaira építették fel a lakótelepet. Korábban, a 20. század első felében, a városiasodás hatással volt a vasúti töltés és a Varaždinska cesta közötti területre, azaz a mai Ulica grada Vukovara területére is. Abban az időben (1931-ben) temették be a mai Držićeva utca szakaszán a volt városi levezető csatornát, amelyre ennek az elővárosi résznek a Kanal neve emlékeztet.
Trnje főbb településrészei: Cvjetno naselje, Kanal, Kruge, Martinovka, Savica, Sigečica, Vrbik és Zavrtnica.

## Története
A Trnje területén előkerült régészeti leletek tanúsítják, hogy az ember már az őskortól fogva lakta ezt a vidéket. A Krisztus király plébániatemplom alapjainak kiásása során került elő a Kupska utcában egy őskori szekerce. Ősi csónakot is találtak itt. A Savska és az Ulica grada Vukovara kereszteződésénél római sírt tártak fel, 1911-ben pedig a Kruge városrészen találtak egy, a 7. és 8. század fordulóján használt avar-szláv temetőt.
A Trnje nevét először 1242-ben említik IV. Béla király oklevelében, amely szerint az akkori Zágráb déli határán fekvő terület nagy része a Gradechez tartozott. Ezzel összefüggésben megemlítik a kompot, a Kraljev brod nevű kikötőt a Száván, a Száva-hidat és a „nagy utat”, amely összeköti a Kraljev brodot és a várost. A 17. század elején Trnje volt a legnagyobb a jobbágyfalvak között a mai város területén. Abban az időben 17 család élt itt. Mindegyik Orsics család jobbágya volt, akiket később Kulmer gróf örökölt. Kétszáz évvel később 1801-ben, Trnje nyolc házában 112 lakos élt.
A trnjei parasztok a Med grabami úton érkeztek a városba, a mai Petrinjska utcára, amely Zágrábot nemcsak a Száva északi partján fekvő településekkel, hanem a Száván túli területekkel is összekötötte. Az utca későbbi neve világosan jelzi jelentőségét annak a katonai határőrvidének az ellátása szempontjából, amelynek központja Petrinja volt. A 19. század első felében Trnje népessége nem nőtt. Azokban az években átlagosan 25 házban 150 lakos élt itt. A jobbágyság eltörlése és Zágráb városa egyetlen közigazgatási egységgé történő alakítása után 1850-ben azonban a lakosok száma jelentősen megnőtt, 1890-ben elérte az 526-ot, a század végén pedig már 1041 volt. Ezek az emberek azonban még mindig paraszti ruhába öltöztek.
Az 1910 és 1913 közötti időszakban, az intenzívebb iparosodás kezdetén, Trnje mutatta a város népességének legnagyobb növekedését: a lakosság száma néhány év alatt 2907-ről 8017-re nőtt. Ezt a növekedést számos engedély nélkül épített lakóépület építése kísérte a Szávamenti területen. 1930-ban a mai Trnje városrész területén, azaz Zavrtnica, Sigečica, Trnje és Vrbika akkori városi kerületekben a 2017 jogszerűen, és 4000 engedély nélküli épületet számláltak össze. Trnje egyértelműen a munkásosztály településsé vált a korábbi vidékies jellemzők nélkül, de a városi forgalomtól elkülönítve, utcanévvel ellátott utcák nélkül. Az akkori szabályozási tervekben ez egy olyan övezet volt, amelyet az ipari fejlesztésére szántak. Az élet azonban megállíthatatlanul zajlott. A házak továbbra is egymás után nőttek ki a földből, általában engedély nélkül és egyre közelebb a Szávához, közvetlenül a védtöltés mellett. Minden nagyobb árvíz kárt okozott bennük, vagy lerombolta őket, de hamarosan újraépültek. Az utcák még mindig név nélküliek voltak, csak római számokkal jelölték őket.
Az 1870-es évek óta Trnje lakosainak élete nagyrészt a vasúttal függött össze. A Zágráb – Sziszek vasútvonak 1862-es és a Budapest – Zágráb vasút 1870-ben történt megépítésével elvágták a Trnjét és Zágráb központját összekötő utcákat, A vasútállomás mellett mozdony és vasúti javítóműhelyeket állítottak fel. Megépültek a Paromlin, a papírgyár, a gázgyár, az aszfaltüzem, az építőipari cégek épületei és más ipari épületek. A törvényes házépítésre az első kísérlet 1939-ben történt. Ekkor kezdődött a régi városi kertészet területén Vlado Antolić építész tervei szerint Cvjetno naselje építése. Ezt követően hasonló módon folytatódott a Savski kut és Veslačko naselje építése is. A terület nagy részén már említett településkialakítási módszer miatt a Trnje városrész egészen a közelmúltig számos közösségi problémával volt terhelt. Így például annak ellenére, hogy a gázgyár székhelye Trnjében található, a terület jelentős részén a gázhálózat csak az elmúlt tíz évben épült ki.

## Nevezetességei
- Szent Család templom
- Savicai Boldog Alojzije Stepinac plébániatemplom
- Vrbiki Kisjézusról nevezett Szent Teréz templom
- Krugi Krisztus király templom

## Kultúra
- Nemzeti és Egyetemi Könyvtár
- "Vatroslav Lisinski" koncertterem

## Oktatás
- Zágrábi egyetem Elektronikai és Számítástechnikai kara
- Zágrábi egyetem Filozófiai kara
- Zágrábi egyetem Gépészeti és Hajóépítő kara

## Sport
Az NK Trnje labdarúgóklubot 1924-ben alapították. A csapat jelenleg a horvát nemzeti 3. ligában szerepel.